# Dinis Dias
Dinis Dias fue un navegante portugués del siglo XV, conocido por haber sido el primer occidental conocido que alcanzó el cabo Verde, el punto más occidental de África.
Llegada la década de 1440, un Dias que comenzaba a hacerse viejo decidió comenzar a explorar el mundo, porque «no quería verse envejecer en un estado de bienestar y reposo». Dias entonces dejó Portugal y navegó hacia las costas de África occidental, consiguiendo un récord al llegar a un punto de la costa alejado unos 800 km al sur del cabo Blanco. Este punto, el más occidental del continente africano, fue bautizado por él como cabo Verde, una referencia a la frondosa vegetación que encontró en el área de Guinea. Nótese que Dias no descubrió el archipiélago de Cabo Verde, sino la península conocida con el mismo nombre y que está situada en el actual Senegal.
El éxito de esta expedición se debió probablemente al hecho de que Dias se concentró en la exploración, más que en la toma de esclavos, algo que centraba la atención de la mayoría de los exploradores portugueses de la época.Más tarde aquel año, Dias navegó con el marino genovés Lanceloto Malocello, en una expedición a la isla de Arguin, frente a la costa oeste de Mauritania, con propósitos esclavistas.